# Операція «Карез»
Операція «Карез» (англ. Operation Karez) — військова операція, проведена 13—23 травня 2008 року під час війни в Афганістані за участі норвезьких та німецьких військових з Міжнародних сил сприяння безпеці і афганських урядових військ проти талібів. Метою було усунення талібів, які перегрупувалися в регіоні після операції «Харекате Йоло» наприкінці 2007 року.
Це був другий раз за півроку, коли норвезькі та німецькі сили МССБ взяли участь у великій наступальній операції в неспокійній провінції Бадгіс на заході Афганістану. Це був також перший раз, коли професійні солдати батальйону «Телемарк» брали участь в реальних бойових діях.
Назва операції походить від афганського слова «кяриз», що означає систему водного господарства, яка забезпечує надійну поставку води до людських поселень та для зрошення в спекотному кліматі.

## Передумови
Після тактичної перемоги Міжнародних сил сприяння безпеці в операції «Харекате Йоло» в жовтні—листопаді 2007 року таліби сховалися в гірських прикордонних районах Афганістану та Туркменістану. Проте мети операції не було досягнуто, оскільки гуманітарні організації не могли потрапити в бідну провінцію Бадгіс. Цей факт, разом з відсутністю контролю над регіоном з боку афганського уряду, дав талібам можливість там закріпитися.
В результаті, Норвезький об'єднаний штаб підготував частини батальйону «Телемарк», що є основою норвезьких сил швидкого реагування на базі Мазарі-Шариф на півночі Афганістану, для забезпечення більш високого рівня безпеки для центрального уряду у цьому районі, що дало б можливість гуманітарним організаціям увійти до провінції Бадгіс та надати допомогу її бідному населенню.

## Операція
Довго планована операція була розпочата 13 травня і тривала десять днів. З сутінками в перший день операції 250 норвезьких солдат розташувалися поруч села Кор-і Карез, як і було заплановано. Там вони несподівано потрапили під обстріл талібів, озброєних автоматами, кулеметами і РПГ. Таліби напали з відстані близько 1200 метрів, що майор Руне Веннеберг описав як «добре злагоджену атаку» на солдатів батальйону «Телемарк». Хоча норвезькі солдати були захоплені зненацька, вони швидко взяли ситуацію під контроль та за підтримки БМП CV 9030 і мінометів змогли успішно відбити напад талібів. Після того, як норвезькі солдати використали важке озброєння проти бойовиків, інтенсивність перестрілки впала і через декілька годин таліби зникли з місця події.
Це був перший раз в історії батальйону «Телемарк», коли він взяв участь у реальних бойових діях. Командувач сил швидкого реагування, підполковник К'єлл Інге Беккен, висловив гордість професіоналізмом норвезьких солдат протягом усього зіткнення, зазначивши, що вони довго тренувались для подібних військових операцій. Солдати, що взяли участь в операції, також зазначали, що тренування, яке вони пройшли у себе вдома, мало важливе значення для їхнього успіху в операції.
14 і 16 травня солдати батальйону «Телемарк» ще двічі стикалися з талібами з безпечної відстані, знову за підтримки БМП CV 9030, мінометів і безпосередньої авіаційної підтримки НАТО, а також афганських сил безпеки.

## Участь Німеччини
Обставини участі німецьких солдатів в операції є спірними. У той час як німецькі джерела заявили, що вони брали участь в операції «Карез» на півночі Афганістану разом з афганською армією і норвезькими силами швидкого реагування, німецький журнал «Шпіґель» заявив, що уряд Німеччини не наважувався розгорнути розвідку, логістику і спецназ, як було до цього обіцяно німецьким командуванням. Як причину було вказано те, що операція проходила в районі Гормач, який межує з районом, що знаходився під італійським командуванням. Через внутрішньополітичні причини уряд Німеччини був готовий тільки на розгортання солдатів на півночі і в Кабулі, які покриті мандатом від парламенту, навіть якщо це не відповідало б оперативним реаліям. І тільки 17 травня німецький міністр оборони Франц Йозеф Юнг дозволив участь Німеччини в операції. На той момент норвезькі і афганські сили воювали з талібами вже протягом тижня.

## Результат
23 травня 2008 року операція під керівництвом Міжнародних сил сприяння безпеці закінчилася без втрат як серед солдатів МССБ, так і серед афганських сил безпеки. Норвезькі солдати і офіцери отримали дуже гарний відгук від НАТО за успішне використання тактики НАТО в бою, що фокусується на продуманій стратегії уникнення жертв і використання важкого озброєння на великій відстані. Відповідно до прес-секретаря Норвезького об'єднаного штабу, підполковника Йона Інге Егленда, це була одна з найбільших операцій, що норвезькі солдати проводили у цій частині Афганістану — масштабу операції в листопаді 2007 року, у якій загинуло близько 50 людей. Дані щодо втрат Талібану в операції різняться, але за оцінками в бою було вбито від 13 до 15 талібів. За даними командувача силами швидкого реагування, підполковника К'єлла Інге Беккена, повідмлень про жертви серед мирних жителів не було.